# Club Sporting Cristal
Club Sporting Cristal é um clube peruano de futebol, fundado a 13 de dezembro de 1955, no distrito de Rímac, no Peru. Conseguiu o seu primeiro título profissional no ano de 1956. Possui 20 ligas nacionais. A sua melhor época foi o tricampeonato dos anos de 1994, 1995 e 1996.
Em 1997, conseguiu chegar a final da Taça Libertadores da América, facto que constitui a sua melhor actuação a nível internacional, perdendo a disputa contra o Cruzeiro do Brasil.

## História
O futebol começou a ser jogado de uma maneira profissional no Peru em 1951. Foi no seio da cervejaria Backus y Johnston que nasceu a ideia de se formar uma equipa profissional de futebol que a representasse. Esta ideia pareceu ser muito “simpática” mas não obteve muito apoio junto da direcção, preocupada (como é lógico) com o desempenho empresarial da cervejaria. Não foi assim, contudo, foi o Sr. Ricardo Bentín Mujica, quem se converteu no principal dinamizador desta ideia e, que desde esse momento, pôs em marcha todo o seu empenho para fazer com que essa “ideia simpática” se tornasse real. Foi apoiado pela sua mulher D. Esther Grande de Benthin que pôs a primeira pedra desta instituição.
O bairro do Rímac tinha uma equipe que jogava na liga profissional, o Sporting Tabaco um clube pequeno que nunca tinha conquistado nenhum título e que, por aqueles anos, estava com graves problemas económicos. A cervejaria tomou a decisão de “adoptar” este clube e convertê-lo no representante da empresa. O casal Bentín conjuntamente com o Sr. Blas Loredo (quem viria a ser o primeiro presidente do clube) procuram terrenos pertos da cervejaria (que se encontrava no distrito de Rímac) para que a equipa pudesse contar com infraestruturas apropriadas.

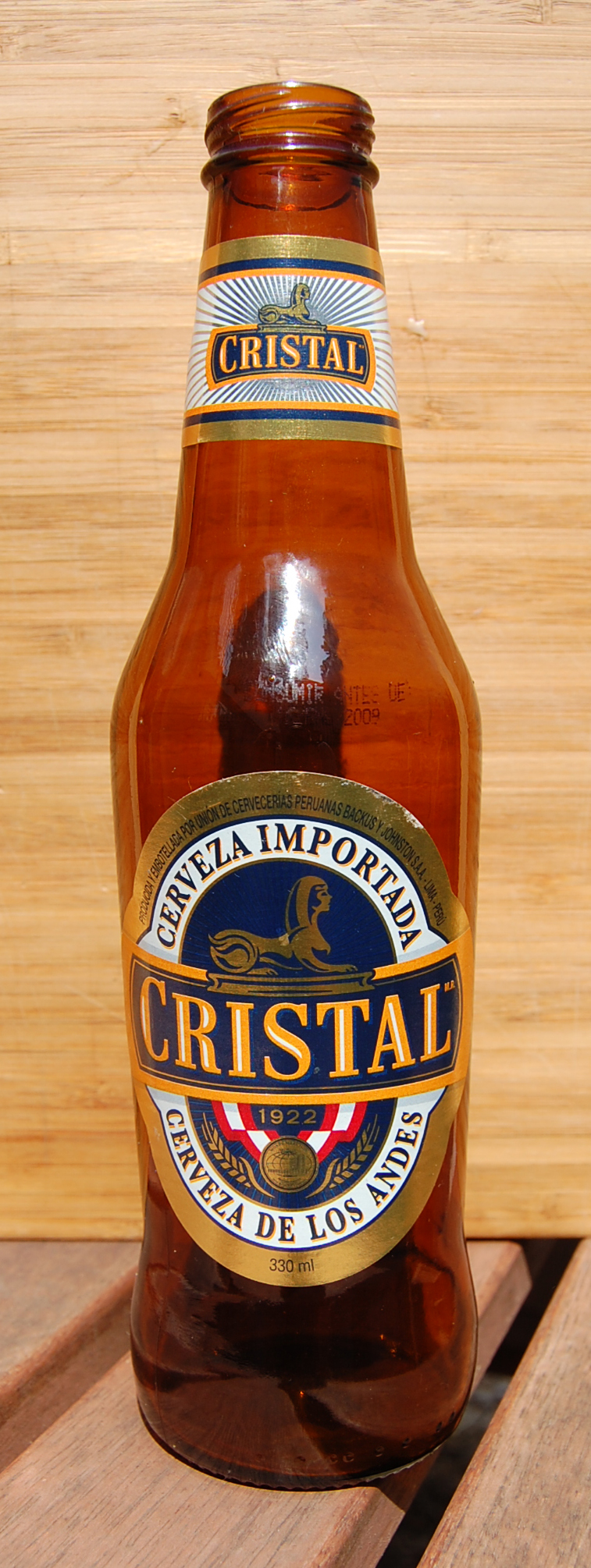
Cerveja Cristal, principal produto da Backus e que deu origem ao nome do clube

A Federação Peruana de Futebol não aceitou muito bem o facto do velho Sporting Tabaco se transformar como pretendia a Backus. Instalou-se uma polémica pública até que finalmente a 13 de Dezembro de 1955, a família Bentín ganhou a guerra. Nasceu o “Sporting Cristal Backus”. O nome “Cristal” tem origem no nome do produto homónimo mais popular da cervejaria. As instalações do recém-nascido clube estavam situadas no coração do Rimac, no bairro da La Florida e era um centro de 137,000 metros quadrados.
Naquele tempo os primeiros lugares da liga professional de futebol peruano disputavam-se entre as equipas: Alianza Lima, Universitario de Deportes, Deportivo Municipal e Sport Boys.
Os jornalistas desportivos e os seus seguidores afirmavam que o Sporting Cristal é um Clube que nasceu campeão, e tem muita razão pois conseguiram ganhar o seu primeiro campeonato na sua primeira participação. No final de 1956 obteve o título de campeão de futebol peruano. Foi uma estréia em glória para uma equipa que com o passar dos anos e com os títulos alcançados se tornou numa das quatro principais equipas do futebol peruano conjuntamente com os clássicos Alianza Lima, Universitário de Deportes e com o campeão internacional Cienciano.
Alguns anos depois da sua fundação, a instituição eliminou a palavra “Backus” do seu nome, sinal da independência económica alcançada e também porque actualmente é uma associação civil sem fins lucrativos.

### Campeonato Descentralizado (1966)
Desde 1966, a Federação Peruana de Futebol ampliou o escopo dos torneios em Lima e Callao e também os abre para equipes que jogam nas províncias do Peru. Desta forma, os campeonatos nacionais ficam definitivamente estabelecidos no país. O primeiro "Torneio Descentralizado" terminou com Cristal em quarto lugar.

### Três títulos em cinco anos (1968 e 1972)
Após se aposentar do futebol, Didí voltou a assumir a direção técnica do clube em 1967, novamente obtendo o vice-campeonato daquele ano. A revanche veio na temporada seguinte, na qual o Sporting Cristal obteve a maior pontuação junto com o clube Juan Aurich, por conta disso, o campeão do Descentralizado 1968 teve que ser definido em uma partida extra em que os cervejeiros venceram por 2 a 1 graças a dois gols de Alberto Gallardo. Além dos títulos locais, a jovem instituição ganhou prestígio por sua apresentações internacionais. Pela Copa Libertadores, o clube manteve-se invicto por 17 partidas consecutivas devido à sua participação nas edições de 1962, 1968 e 1969, estabelecendo um recorde continental superado apenas em 2022 pelo Atlético Mineiro.
Os anos seguintes trariam novos títulos, o primeiro deles em 1970, sob a direção técnica do argentino Vito Andrés Bártoli, em um torneio muito disputado com o Universitario de Deportes e que foi definido na Final Liguilla do torneio. Nesta última etapa, Cristal teve o melhor desempenho e a maior pontuação acumulada, conquistando assim um novo título. Seu último jogo foi contra Juan Aurich, derrotando-o por 4 a 2. Dos 32 jogos disputados naquele ano, a equipe venceu 18, empatou 9 e perdeu 5.
O Cristal conquistou um novo campeonato muito disputado em 1972, após vencer os demais times na Liguilla, seu último jogo foi contra o Defensor Lima e terminou empatado em 1 a 1. O time da cerveja, comandado por Marcos Calderón, disputou 49 partidas dos quais ganhou 22, empatou 12 e perdeu 11.

### O primeiro bi-campeonato (1979-1980)
No final da década de 1970, o Sporting Cristal montou um time poderoso com vários dos melhores jogadores de futebol peruano que jogavam no exterior. Entre essas contratações estavam os zagueiros Héctor Chumpitaz, Rubén Díaz, Eleazar Soria, Carlos Carbonell e os atacantes Percy Rojas, Oswaldo Ramírez e Juan Carlos Oblitas. ídolos do clube; e com os jovens Roberto Mosquera e Julio César Uribe. Essa equipe era comandada por Marcos Calderón, que havia conquistado o último título do clube.

Julio César Uribe, ídolo do clube

Cristal venceu o Campeonato de 1979 uma data antes, após derrotar o Deportivo Junín por 6 a 1 na penúltima data no Estádio Nacional. Ao final das 44 partidas, o clube somou 19 vitórias, 19 empates e 6 derrotas. O artilheiro da equipe foi Julio César Uribe com 18 gols.
No ano seguinte, o clube sagrou-se campeão novamente e conquistou o primeiro bicampeonato de sua história, novamente com data antecipada após vencer o Atlético Torino por 1 a 0 na penúltima jornada com um gol de Eleazar Soria. Nessa disputa, Cristal manteve 20 jogos invictos, que é o maior período em que permaneceu invicto no futebol peruano. O clube disputou 36 jogos durante o torneio, dos quais venceu 19, empatou 11 e perdeu 6. Também teve em Oswaldo Ramírez o artilheiro do torneio com 19 gols.
O título seguinte do clube veio em 1983, sob o comando do paraguaio César Cubilla. Nesse ano, o clube sagrou-se campeão na última data da Liguilla depois de derrotar o FBC Melgar por 4-1. Cristal disputou 37 jogos naquele ano, dos quais ganhou 19, empatou 13 e perdeu 5.

### Torneios Regionais
Desde meados da década de 1980, os tradicionais Descentralizados foram substituídos pelos Torneios Regionais, que se caracterizavam por aumentar o número de participantes do torneio de futebol e dividi-los em diferentes zonas de acordo com sua origem. As bases desses campeonatos foram modificadas de ano para ano.
Em 1988, o Sporting Cristal foi o vencedor do Torneio Descentralizado (segundo regional do ano), conquistando assim o direito de definir o título do concurso contra o Universitario de Deportes vencedor da Região Metropolitana (primeiro regional do ano). Nesta final do torneio, os cervejeiros venceram por 2 a 1 com gols de Óscar Calvo e Luis Redher na prorrogação. Esta equipe foi comandada por Alberto Gallardo, que conquistou seu pentacampeonato com Cristal, desta vez como treinador. Durante a disputa, a equipe disputou 39 jogos, dos quais venceu 17, empatou 13 e perdeu 9.
Para o Campeonato Descentralizado de 1991, também foram disputados dois torneios regionais, cada um deles concedendo uma cota para a final nacional. Durante o primeiro regional do ano, tanto o Sporting Cristal quanto o Sport Boys obtiveram a maior pontuação do torneio, então tiveram que decidir o vencedor da competição em uma partida extra em que os Celestes venceram por 1 a 0 com um gol de Julio César Antón. Na segunda regional do ano, o vencedor também teve que ser definido em uma partida extra, já que no final de todas as datas do Cristal e Universitario de Deportes eles estavam empatados em pontos. A definição de este regional terminou empatado em 1 a 1, então tudo teve que ser decidido em uma disputa de pênaltis em que os cervejeiros venceram por 7 a 6. Como vencedor dos dois regionais, Cristal foi proclamado campeão peruano, no mesmo ano de fundação de sua bar popular «Extremo Celeste».

### O tricampeonato e a final da Copa Libertadores (1994-1997)
No Campeonato Descentralizado de 1994, o Sporting Cristal sagrou-se campeão de maneira confortável, na partida que empatou por 1 a 1 com o Unión Minas com gol de Roberto Palacios. Durante este ano, o clube disputou 38 jogos, dos quais venceu 30, empatou 3 e perdeu 5; além disso, marcou 113 gols, com média de quase três gols (2,9) por jogo e recebeu apenas 25. Estabeleceu naquele ano recordes a nível nacional, ainda em vigor como a maior eficácia de pontos possíveis (85,13%), a maior média de golos por jogo (2,97) e a melhor média de golos contra (0,63). Devido à ostentação do jogo deste time, ficou conhecido pelo nome de "A máquina celeste".
No ano seguinte, Cristal conquistou novamente um bi-campeonato. O título voltou a ser conquistado confortavelmente, a três datas do final do torneio na partida que empatou por 2 a 2 com o Alianza Lima com gols de Julinho e do capitão Pedro Garay. Em setembro daquele ano, o Sporting Cristal reabriu o San Martín de Estádio dos Porres (hoje denominado Estádio Alberto Gallardo), onde exerce até à data o seu estatuto de local. Ao longo da temporada, disputou 11 jogos neste estádio e venceu todos. No total, em 1995, o Celestes disputou 44 jogos, venceu 29, empatou 9 e perdeu 6, marcou 98 gols e recebeu 36.
Ao conquistar o Campeonato Descentralizado de 1996, o Sporting Cristal tornou-se o primeiro time tricampeão do futebol profissional peruano, conquistado no penúltimo dia, após empate em 1 a 1 com o Universitario de Deportes com gol de Jorge Soto. Nesta polêmica partida, jogadores e comissão técnica do Universitario invadiram o campo de jogo quando Cristal estava prestes a executar um pênalti cobrado nos últimos minutos, então a partida foi encerrada mais cedo. De qualquer forma, o empate foi suficiente para o clube para obter o título, que foi alcançado sob a direção técnica de Sergio Markarián. Ao longo do torneio, os cervejeiros disputaram 30 jogos, venceram 22, empataram 3 e perderam 5, marcaram 71 gols e receberam 26.

#### Copa Libertadores 1997
O bom ciclo dessa equipe teve seu ponto alto nas competições internacionais com o vice-campeonato da Copa Libertadores 1997. Nessa disputa, avançou na fase de grupos formada por brasileiros e peruanos. Nas oitavas de final, o jogo de ida ficou empatado com o Vélez Sarsfield e ganhou por 0 a 1 no jogo de volta disputado em Liniers. Nas quartas de final, eles avançaram depois de vencer o Club Bolívar por um placar global de 4-2. Na semifinal, venceu o Racing Club com um placar agregado de 6 a 4, classificando-se para a final contra o Cruzeiro do Brasil. O jogo de ida da final foi disputado em Lima e terminou sem gols, no jogo de volta disputado em Belo Horizonte, os brasileiros venceram por 1 a 0.

### Novos campeonatos (2002 e 2005)
Houve uma longa sequência sem títulos após o tricampeonato, embora o clube sempre tenha se mantido como uma das claques dos torneios: foi vice-campeão em 1997, 1998 e 2000, e terceiro colocado em 1999 e 2001.
Em 2002, o brasileiro Paulo Autuori assumiu a direção técnica da equipe. Depois de um início irregular no Campeonato Descentralizado, houve um expurgo de jogadores de destaque decidido pelo técnico. Por isso, como em outras ocasiões de sua história, o clube utilizou suas categorias de base promovendo jogadores como Erick Delgado, Alberto Rodríguez, José Moisela, Diego Martínez e Renzo Sheput. Com esta equipe repleta de jovens, Cristal terminou o Torneio de Abertura em terceiro lugar. No Torneio de Encerramento, o clube sagrou-se campeão nacional após vencer este torneio e aquele Universitario de Deportes (vencedor do o Apertura) não obteve pontos suficientes para disputar o título nacional. O campeonato foi conquistado justamente contra a equipe creme, no penúltimo dia em que o empate em 1 a 1 com gol de Jorge Soto bastou para vencer. O capitão e artilheiro desta equipe com 23 gols é Luis Alberto Bonnet.
Em janeiro de 2005, o clube tornou-se uma sociedade anônima com o objetivo de continuar trabalhando com responsabilidade financeira. Nesse mesmo ano, o Cristal comemorou seu 50º aniversário com um novo título nacional. Como vencedor do Torneio de Encerramento, o clube teve que definir o campeão nacional contra o Cienciano (vencedor do Apertura). A final nacional foi disputada no Estádio Monumental da UNSA em Arequipa e os bajopontinos venceram por 1 a 0 com gol de Carlos Zegarra , outro jogador de suas pedreiras. Ao final da campanha, Cristal teve Jorge Soto e Luis Alberto Bonnet como seus artilheiros com 12 gols cada e Sergio Leal, figura do campeonato sendo reconhecido como melhor atacante do futebol peruano e melhor estrangeiro .
O Sporting Cristal participou pela décima terceira vez consecutiva da Copa Libertadores de 2007, pois desde 1995 participava da competição continental sem interrupção. O clube estabeleceu assim mais um recorde nacional e fechou um longo ciclo em que sempre ocupou os primeiros lugares no futebol peruano. Precisamente em 2007 o time fez a pior campanha de sua história, mesmo lutando contra o rebaixamento que se salvou nos últimos dias, e graças à grande contribuição de Roberto Palacios, ídolo do clube que voltou ao time para evitar o rebaixamento.
Em 2008, o clube voltou a ganhar destaque, embora nenhum título tenha sido conquistado, pois ficou em segundo lugar no Apertura e Clausura, atrás do Universitario de Deportes e Universidad San Martín, respectivamente. Os anos de 2009 e 2010 também foram campanhas irregulares em que o clube terminou em décimo e sétimo lugar respectivamente.

### Mudanças profundas, trabalho e grandes sucessos (2011)
Em 2011, Felipe Cantuarias assumiu a presidência da diretoria do Sporting Cristal, iniciando assim uma etapa de mudança institucional no clube. Homenagens merecidas foram feitas a ídolos do clube como Julio César Balerio, Jorge Soto, Julio César de Andrade Moura "Julinho", Orlando de la Torre, Fernando Mellán, Julio César Uribe e Horacio Baldessari. Da mesma forma, o clube fez grandes mudanças internas ao nível do jogo, como primeira medida, foi elaborado um plano estratégico, homogeneizando e implementando o mesmo padrão de jogo em todas as divisões inferiores, e como segunda medida, o Sporting Cristal aumentou a sua presença internacional no futebol juvenil, através da participação em diferentes torneios, o que levou a um aumento do orçamento do futebol juvenil. Por outro lado, a autossustentabilidade do clube foi projetada cada vez menos em Backus, com um plano estruturado, apoiado por patrocinadores, direitos televisivos e torcedores.
O Sporting Cristal deu continuidade à drástica reestruturação do elenco em 2012, incluindo jogadores de futebol e comando técnico. O responsável por tomar as rédeas do time foi uma referência histórica celestial: Roberto Mosquera, treinador de estilo ofensivo e posse de bola. A eleição de Mosquera procurou justificar o estilo histórico de jogo do Sporting Cristal.

### Campeão 2012
Em dezembro de 2011, Roberto Mosquera foi apresentado como novo treinador do Sporting Cristal para a temporada 2012. Em janeiro de 2012, foram realizados os exames médicos anteriores ao início da pré-temporada. No mesmo mês, sob as ordens de Mosquera, os treinos começaram na sede do clube, os trabalhos continuaram em Lima até 9 de janeiro. A pré-temporada continuou na cidade de Arequipa entre 12 e 24 de janeiro.

Durante o Campeonato Descentralizado de 2012, o clube foi o vencedor da primeira fase do torneio com o qual garantiu sua participação na Copa Libertadores de 2013. O clube foi também o vencedor da segunda fase, apurando-se assim para a final nacional da competição. A definição do título foi disputada contra o Real Garcilaso em partidas de ida e volta. Cristal foi o vencedor de ambas as partidas, tornando-se assim campeão peruano pela décima sexta vez, em ambos os jogos o Sporting Cristal conseguiu vencer por 1-0 com gols de Junior Ross.

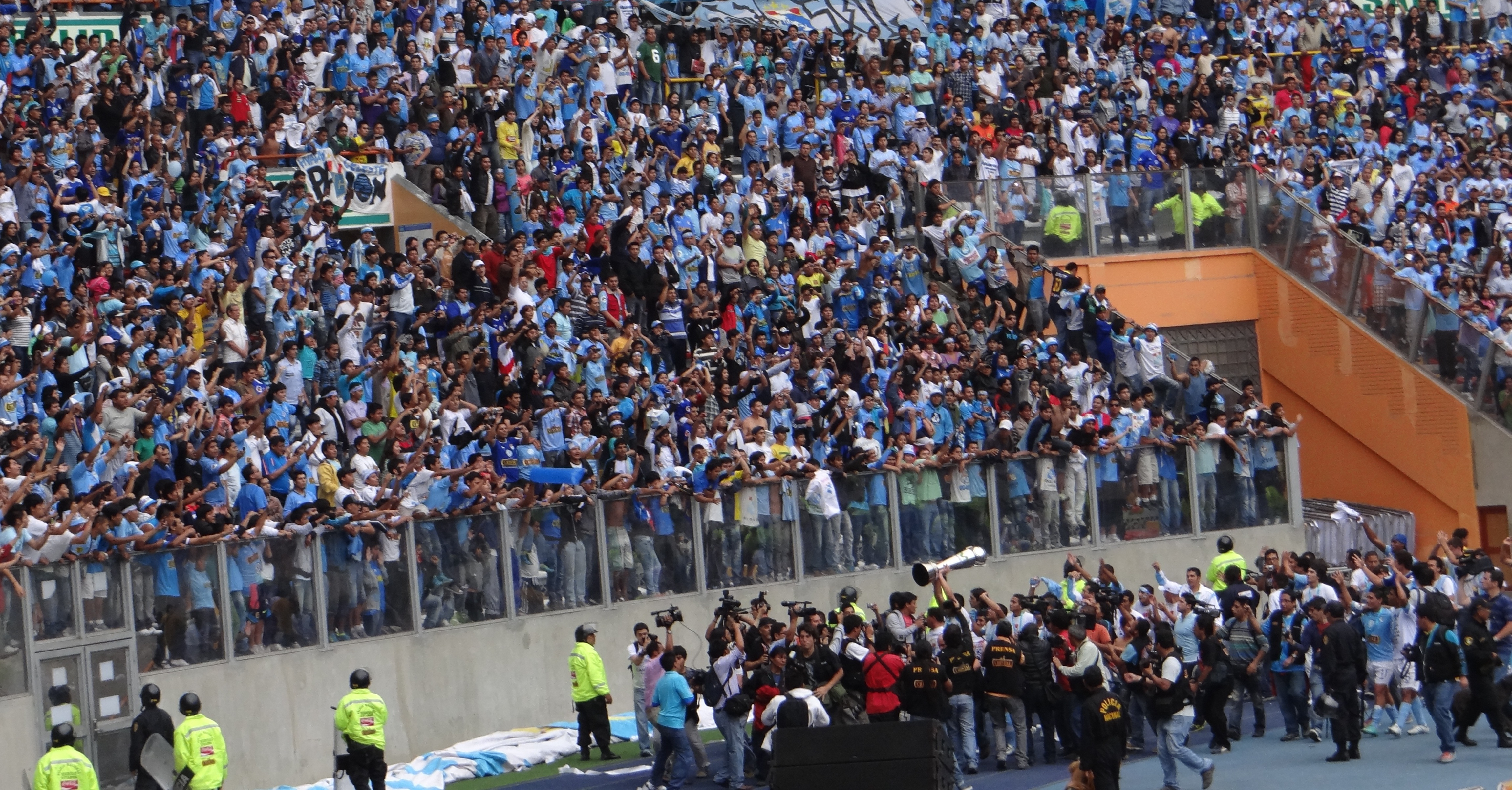
Celebração do título no Estádio Nacional
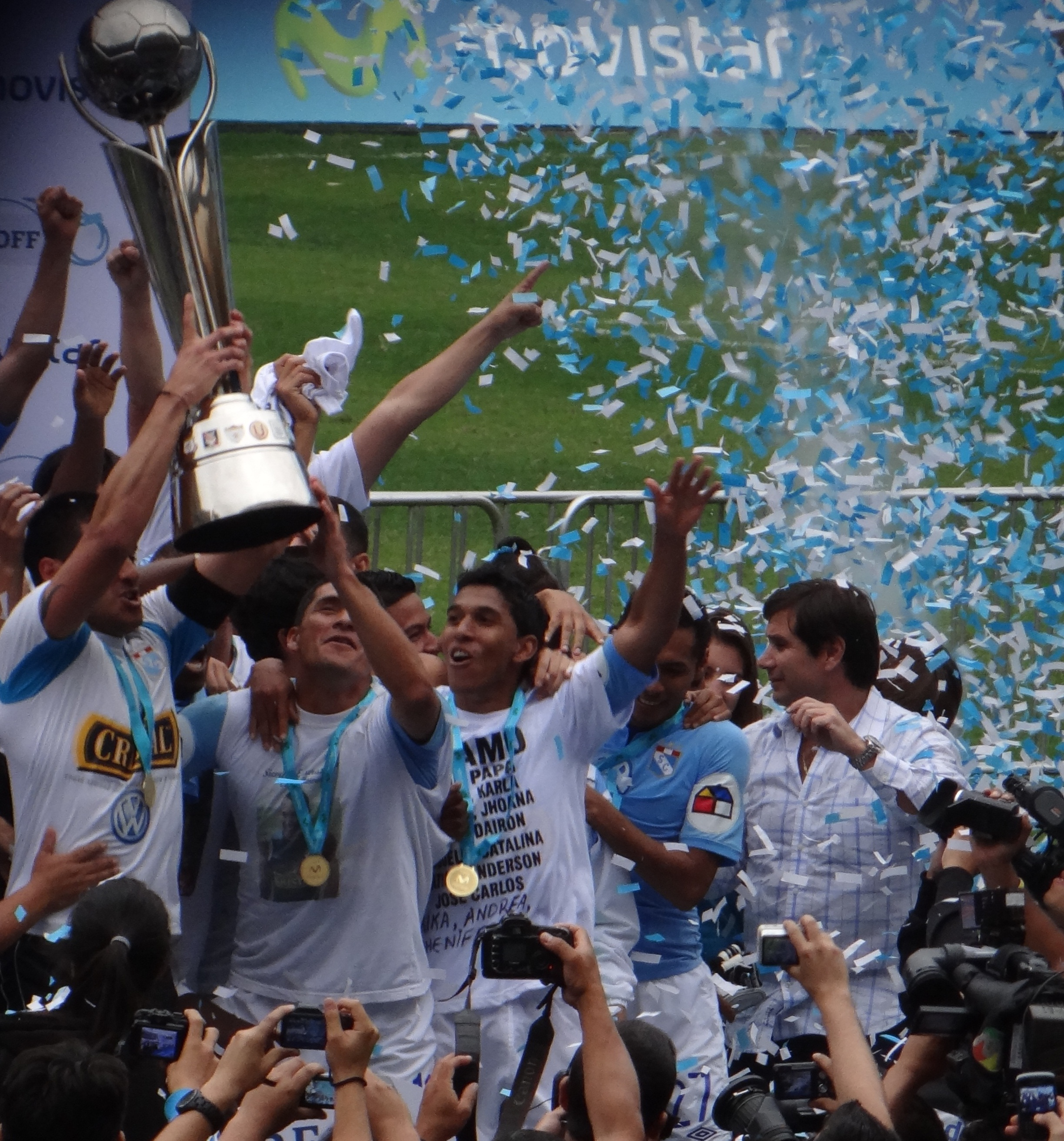
Troféu campeão 2012
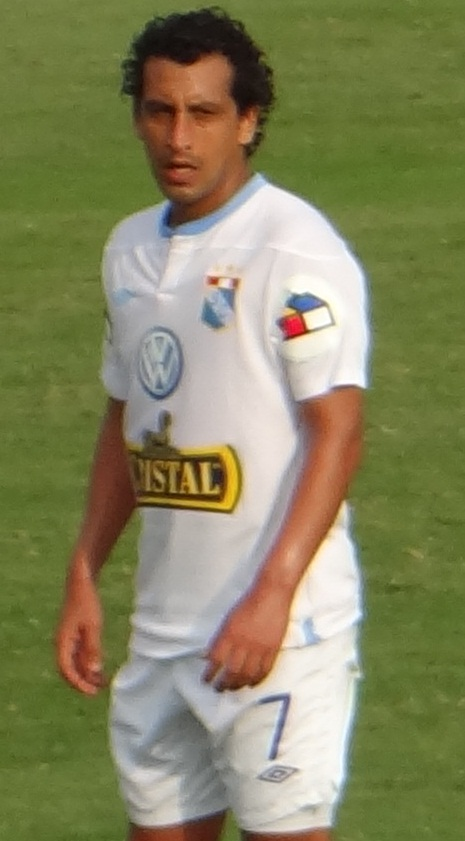
Renzo Sheput em 2012

### Temporada 2013
A temporada de 2013 do clube representou a 58ª disputada pelo clube desde sua fundação em 1955.

#### Estatísticas de treinadores
Dos três treinadores que a equipa teve em 2013, o que melhor desempenhou foi Cláudio Vivas, com 64% de eficácia. Roberto Mosquera teve um retorno de 51% como diretor técnico, enquanto Francisco Melgar alcançou 50% de eficácia em seus dois jogos interinamente.

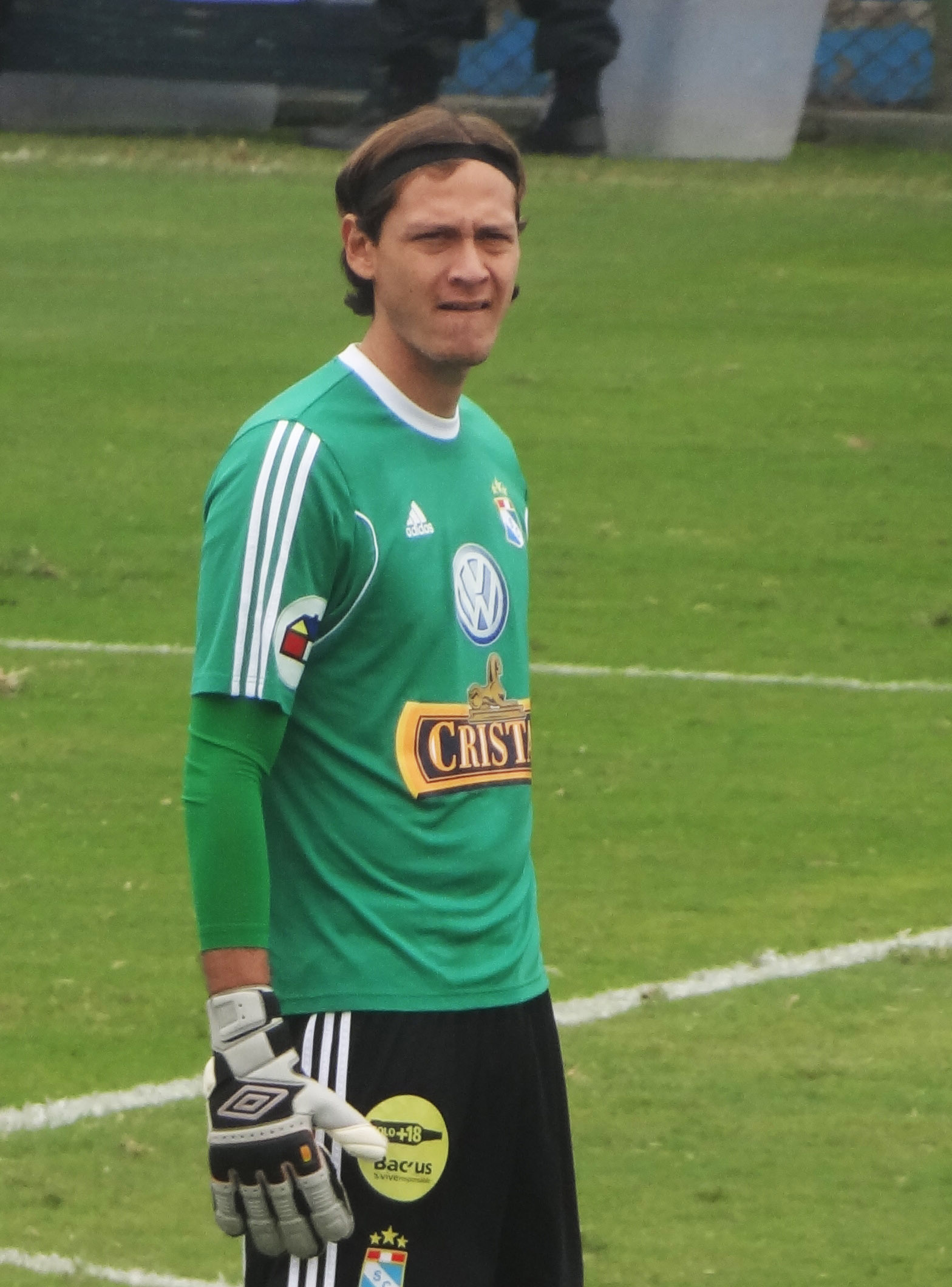
Diego Penny, goleiro campeão três vezes, entre 2013 e 2016 disputou 181 jogos.

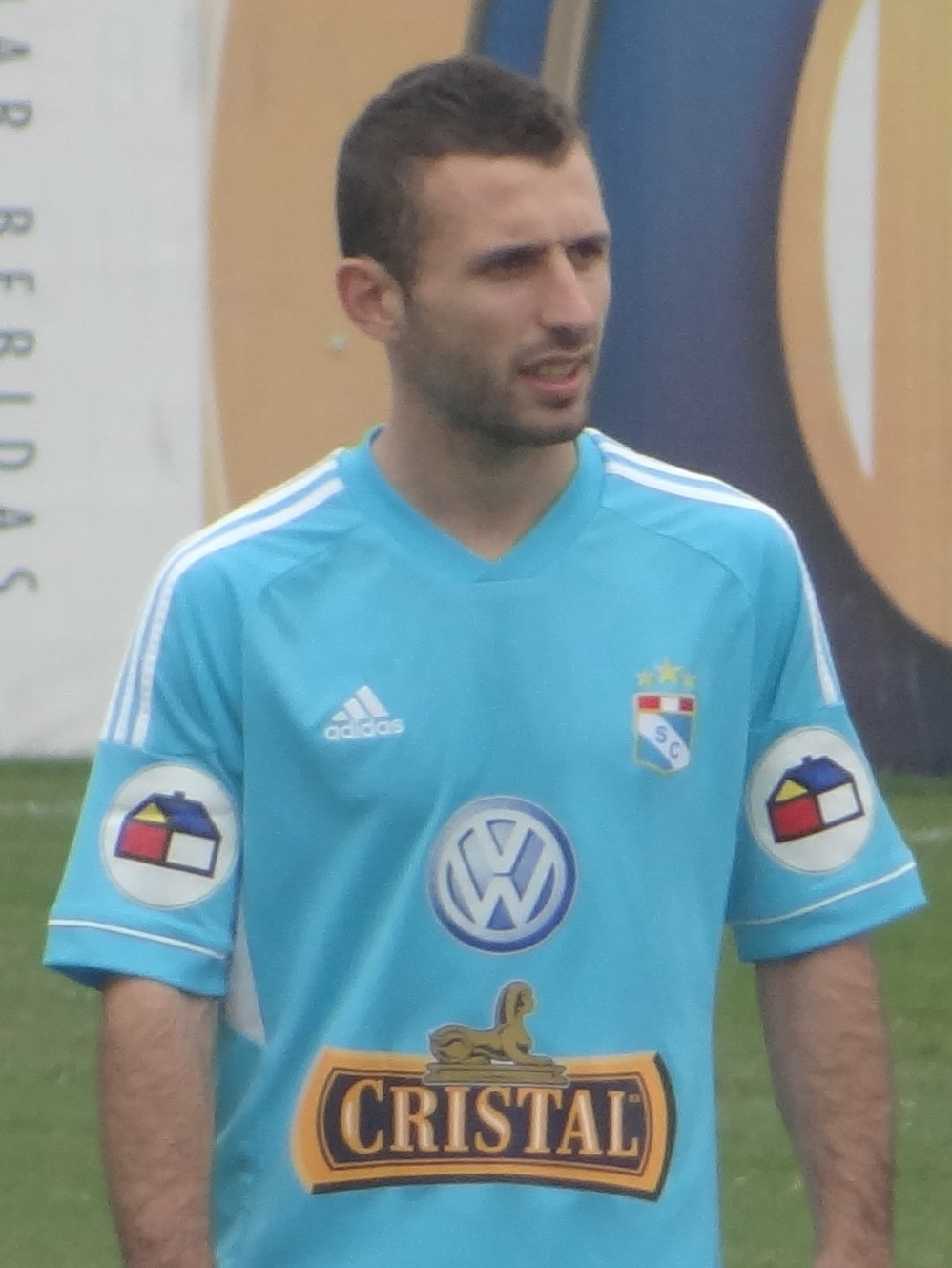
Horacio Calcaterra, campeão com o clube do torneio peruano quatro vezes e a Copa Bicentenario em 2021.

#### Partidas no Uruguai
O Sporting Cristal foi convidado para disputar dois jogos amistosos pela Taça Antel 2013, em cada uma das partidas, um troféu foi colocado em jogo para o vencedor. O clube venceu os dois jogos que disputou.

#### Noche de la Raza Celeste
Pelo segundo ano consecutivo, foi realizada a chamada "Noche de la Raza Celeste", o encontro que serve de apresentação com o seu público ao plantel do Sporting Cristal. O rival daquele ano foi o uruguaio Danubio Fútbol Club, que foi derrotado por 6 a 1.

#### Campeonato Peruano
Na primeira fase do torneio, o clube terminou na terceira posição, após disputar 30 partidas, vencendo 14, empatando 7 e perdendo 9.
Na segunda parte do torneio, o Sporting Cristal esteve num grupo ímpar, pois terminou a primeira fase na terceira posição. O clube terminou em segundo lugar no grupo, impedindo-o de disputar a final nacional.
Na tabela acumulada, o clube ficou em primeiro lugar, após disputar 44 jogos, vencer 22, empatar 9 e perder 13. Devido à sua posição na tabela, conseguiu se classificar para a Copa Libertadores 2014.

### Campeão 2014
A temporada foi marcada pelo início de um processo de médio prazo com o técnico argentino Daniel Ahmed. No nível de liderança, em março Felipe Cantuarias deixou o cargo de presidente do clube que exercia desde a temporada de 2011; Em seu lugar veio o peruano Federico Cúneo, ex-presidente da instituição entre 1989 e 1993.

#### Campeonato Peruano
O Sporting Cristal conquistou o título de campeão nacional ao bater Juan Aurich por 3-2 na final graças aos golos de Irven Ávila, Horacio Calcaterra e Edinson Chávez. Nesta definição do campeonato foi necessário recorrer a um terceiro jogo, uma vez que os dois jogos anteriores terminaram empatados (2-2 e 0-0 respectivamente).

### Vice-campeão 2015
A temporada de 2015 representou a continuação do processo de longo prazo sob o comando do técnico argentino Daniel Ahmed, que começou na temporada de 2014. O ano esportivo começou no dia 24 de janeiro com a tradicional "Noche de la Raza Celeste" na qual foi homenageado Orlando de la Torre, ex-campeão de futebol do clube em 4 ocasiões. No jogo de apresentação empatou 2-2 com a Liga de Quito.

#### Copa Libertadores
O Sporting Cristal qualificou-se para a edição de 2015 deste torneio como campeão peruano de 2014. O clube estava localizado no grupo 8 e terminou em terceiro lugar com 7 pontos.

#### Campeonato Peruano
O Sporting Cristal foi campeão do torneo apertura, o que lhe permitiu estar na semifinal do torneio nacional. Após eliminar o Universidad Cesar Vallejo, o clube jogaria a final contra o Melgar. Cristal caiu derrotado no Arequipa, o que significou o vice-campeonato nacional.

### Campeão 2016

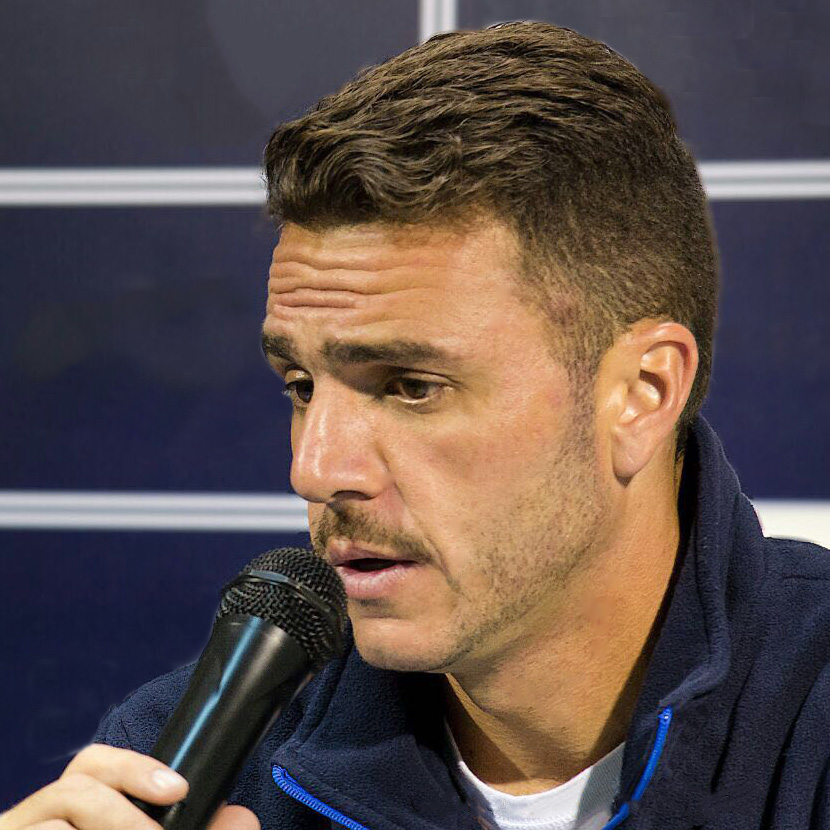
Mariano Soso.

Na edição de 2016, após a saída de Daniel Ahmed, que foi treinador da equipa durante 2 anos, e a chegada de Mariano Soso, ficou em segundo lugar no Torneo Apertura e no Torneo Clausura conseguiu ser campeão, sendo o primeiro da tabela acumulada ao final de toda a temporada. Ele se classificou para as semifinais, onde enfrentaria o Deportivo Municipal, perdendo por 1 a 0 fora de casa e vencendo por 1 a 0 em casa, mas teve que ser decidido nos pênaltis que finalmente venceria (3 a 2). No domingo, 18 de dezembro de 2016, o Sporting Cristal enfrentou o FBC Melgar onde o gol de Diego Ifrán na visita por 1-1 acabaria por consagrá-lo campeão da edição depois de empatar 0-0 em casa na segunda mão, conquistando o seu décimo oitavo campeonato.

### Campeões 2018 e 2020
No ano de 2018 o Sporting Cristal anuncia a contratação do DT chileno Mario Salas, além de novos jogadores, com destaque para a contratação de Emanuel Herrera, que se tornaria o maior artilheiro de todos os tempos em uma temporada na Primeira Divisão com 40 gols, superando assim o recorde de Eduardo Esídio em 2000. Depois de vencer o torneio de verão e o torneio de abertura, chegou à final do campeonato nacional. 

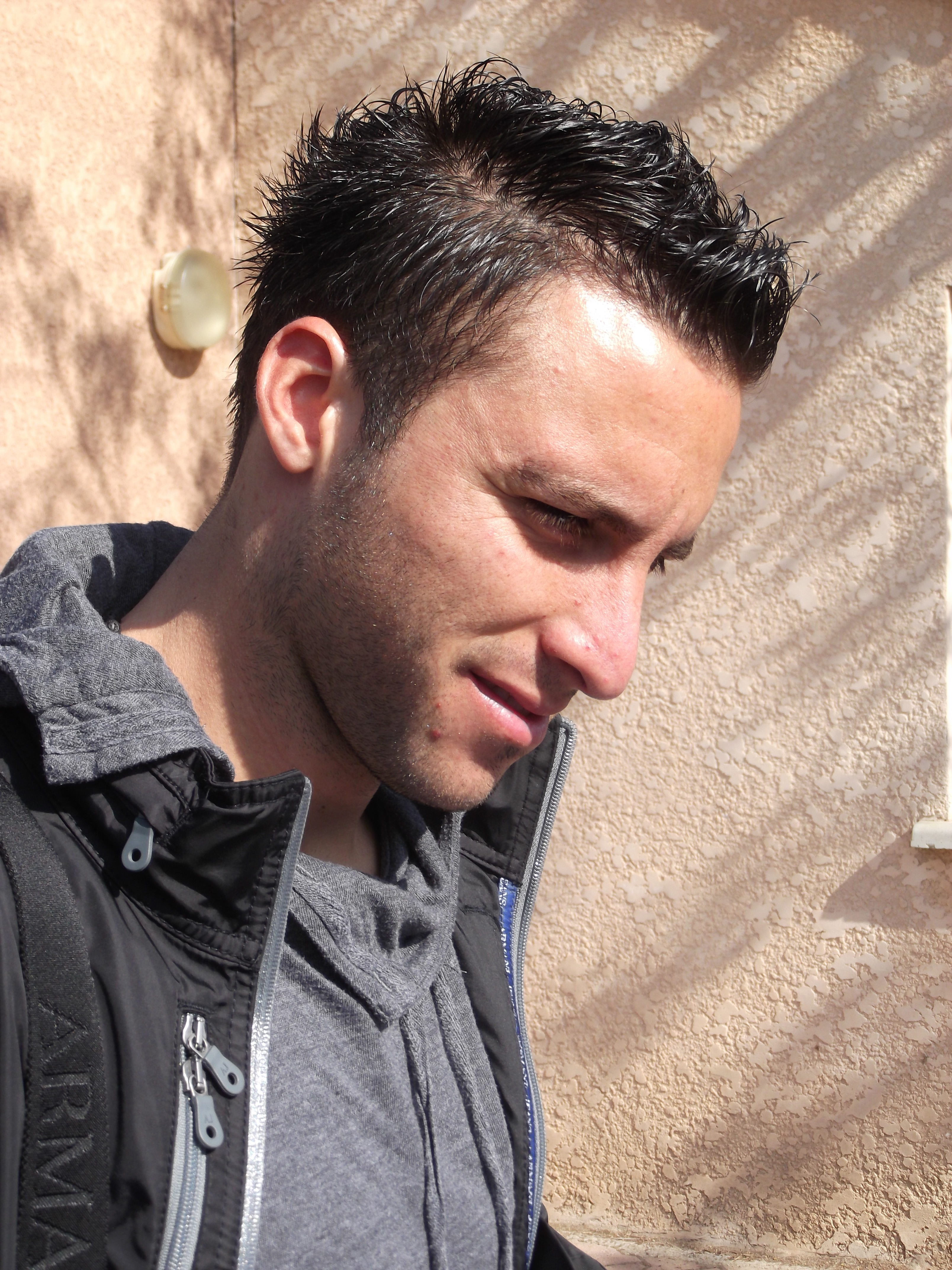
Emanuel Herrera foi artilheiro e campeão em 2018 e 2020

O rival na final foi o Alianza Lima, no jogo de ida disputado no estádio Alejandro Villanueva, o time celeste venceria estrondosamente por 4 a 1. No jogo de volta foi mais uma vitória do Sporting Cristal (3-0), que valeu o título do campeonato peruano pela décima nona vez.
A temporada de 2019 foi irregular, na Copa Libertadores teve chances de se classificar para as oitavas de final, mas ficou dois pontos atrás do segundo colocado de seu grupo. Numa partida com muitos gols, o Sporting Cristal perdeu para o Concepción, em Lima empatou com o Godoy Cruz e depois perdeu para o Olimpia. A equipe se recuperaria contra o Universidad de Concepcion em Lima, e no último jogo venceu o Olimpia no Paraguai. Ao final, o clube peruano somou 7 pontos que lhe permitiram a classificação para a Copa Sul-Americana. No Torneo Apertura peruano, o clube ficou em segundo lugar, atrás do Deportivo Binacional.
Em maio, derrotou o Unión Española do Chile e se classificou para as quartas de final da Copa Sul-Americana. O próximo adversário foi o venezuelano Zulia, que avançou para as semifinais pela regra do golo fora.
No dia 3 de janeiro de 2020, em coletiva de imprensa, foi anunciada a aposentadoria profissional de Carlos Lobatón e sua participação nos projetos do clube. Em fevereiro, após os maus resultados da equipa, o treinador Manuel Barreto foi despedido. O novo treinador seria Roberto Mosquera, o time conseguiu bons resultados e se classificou para as semifinais após ser o melhor colocado na tabela acumulada. Nesta fase, venceu o Ayacucho FC e se classificou para a final onde enfrentaria o Universitario de Deportes. Na final, o Sporting Cristal venceu o primeiro jogo e empatou no segundo, resultados que permitiram a conquista do título do torneio peruano.

## Títulos
O Sporting Cristal é o terceiro clube peruano com mais títulos nacionais (21). O clube também foi campeão de outras competições menores,  como os torneios Apertura e Clausura.
| Nacionais | Nacionais                     | Nacionais | Nacionais |
|           | Competição                    | Títulos   | Temporadas |
| --------- | ----------------------------- | --------- | --- |
|           | Campeonato Peruano de Futebol | 20        | 1956, 1961, 1968, 1970, 1972, 1979, 1980, 1983, 1988, 1991, 1994, 1995, 1996, 2002, 2005, 2012, 2014, 2016, 2018 e 2020 |
|           | Copa Bicentenario             | 1         | 2021 |
| Total     |                               |           | |
|           | Conquistas                    | Títulos   | Categorias |
|           | Títulos principais            | 21        | 21 Nacionais |

## Campanhas de Destaque
- Copa Libertadores da América 2º Lugar: 1997

## Sporting Cristal no futebol internacional

### Copa Libertadores
O Sporting Cristal é o clube peruano com mais participações na Copa Libertadores. Sua melhor campanha aconteceu na edição de 1997, quando chegou à final.

#### Melhor Campanha

##### Copa Libertadores 1997
Fase de grupos
|  | Sporting Cristal | 0-0 | Alianza Lima | Lima, Peru                |
|  |                  |     |              | Estádio: Nacional de Lima |

|  | Sporting Cristal | 1-0 | Cruzeiro | Lima, Peru                |
|  |                  |     |          | Estádio: Nacional de Lima |

|  | Sporting Cristal | 1-0 | Grêmio | Lima, Peru |  |
|  |                  |     |        |            |  |

|  | Alianza Lima | 1-1 | Sporting Cristal | Lima, Peru |  |
|  |              |     |                  |            |  |

|  | Cruzeiro | 2-1 | Sporting Cristal |  |  |
|  |          |     |                  |  |  |

|  | Grêmio | 2-0 | Sporting Cristal |  |  |
|  |        |     |                  |  |  |

Oitavas de final
|  | Sporting Cristal | 0-0 | Vélez | Lima, Peru |  |
|  |                  |     |       |            |  |

|  | Vélez | 0-1 | Sporting Cristal |  |  |
|  |       |     |                  |  |  |

Quartas de final
|  | Bolívar | 2-1 | Sporting Cristal | La Paz, Bolívia |  |
|  |         |     |                  |                 |  |

|  | Sporting Cristal | 3-0 | Bolívar | Lima, Peru |  |
|  |                  |     |         |            |  |

Semifinais
|  | Racing | 3-2 | Sporting Cristal | Avellaneda, Argentina |  |
|  |        |     |                  |                       |  |

|  | Sporting Cristal | 4-1 | Racing | Lima, Peru |  |
|  |                  |     |        |            |  |

Final
|  | Sporting Cristal | 0-0 | Cruzeiro |  |  |
|  |                  |     |          |  |  |

- Sporting Cristal: Balerio, Astegiano, Vasquez, Marengo, Soto, Solano, Rebosio, Julinho, Garay, Carmona e Bonnet

Técnico: Sergio Markarián
- Cruzeiro: Dida, Vítor, Nonato, Gottardo, Baresi, Clêison, Palhinha, Fabinho, Oliveira, Ricardinho e Ramos

Técnico: Autuori
|  | Cruzeiro | 1-0 | Sporting Cristal |  |  |
|  |          |     |                  |  |  |

- Cruzeiro: Dida, Vítor, Baresi, Gottardo, Nonato, Oliveira, Fabinho, Ricardinho, Palhinha, Elivélton e Ramos

Técnico: Autuori
- Sporting Cristal: Balerio, Soto, Marengo, Astegiano, Torres, Garay, Solano, Rivera, Amoako, Bonnet e Julinho

Técnico: Sergio Markarián

### Copa Sul-Americana
O Cristal já participou 3 vezes da Copa Sul-Americana, a primeira foi em 2018. Em 2019, o clube venceu o Unión Española na segunda fase, depois foi eliminado de forma chocante pelo Zulia.

#### Partidas

##### 2018
| 21 de fevereiro Primeira fase | Lanús                                                   | 4 – 2     | Sporting Cristal       |                                   |  |
| 19:15 (UTC−3)                 | Vides 15' · Acosta 28' · Silva 31' (pen) · Di Renzo 85' | Relatório | Herrera 21', 52' (pen) | Público: 7 000[carece de fontes?] |  |

| 7 de março Primeira fase | Sporting Cristal                    | 2 – 1     | Lanús               |                                    |  |
| 19:45 (UTC−5)            | Herrera 7' (pen) · Calcaterra 90+2' | Relatório | García Guerreño 85' | Público: 25 000[carece de fontes?] |  |

##### 2019
| 21 de maio Segunda fase | Unión Española | 0 – 3     | Sporting Cristal             |  |  |
| 20:30 (UTC−4)           |                | Relatório | Gonzáles 6' · Ortiz 66', 71' |  |  |

| 28 de maio Segunda fase | Sporting Cristal                                    | 3 – 0     | Unión Española |  |  |
| 19:30 (UTC−5)           | Palacios 26' (pen) · Ortiz 43' · Gonzáles 51' (pen) | Relatório |                |  |  |

## Elenco atual
Atualizado em 17 de abril de 2025.

## Sede e estádio

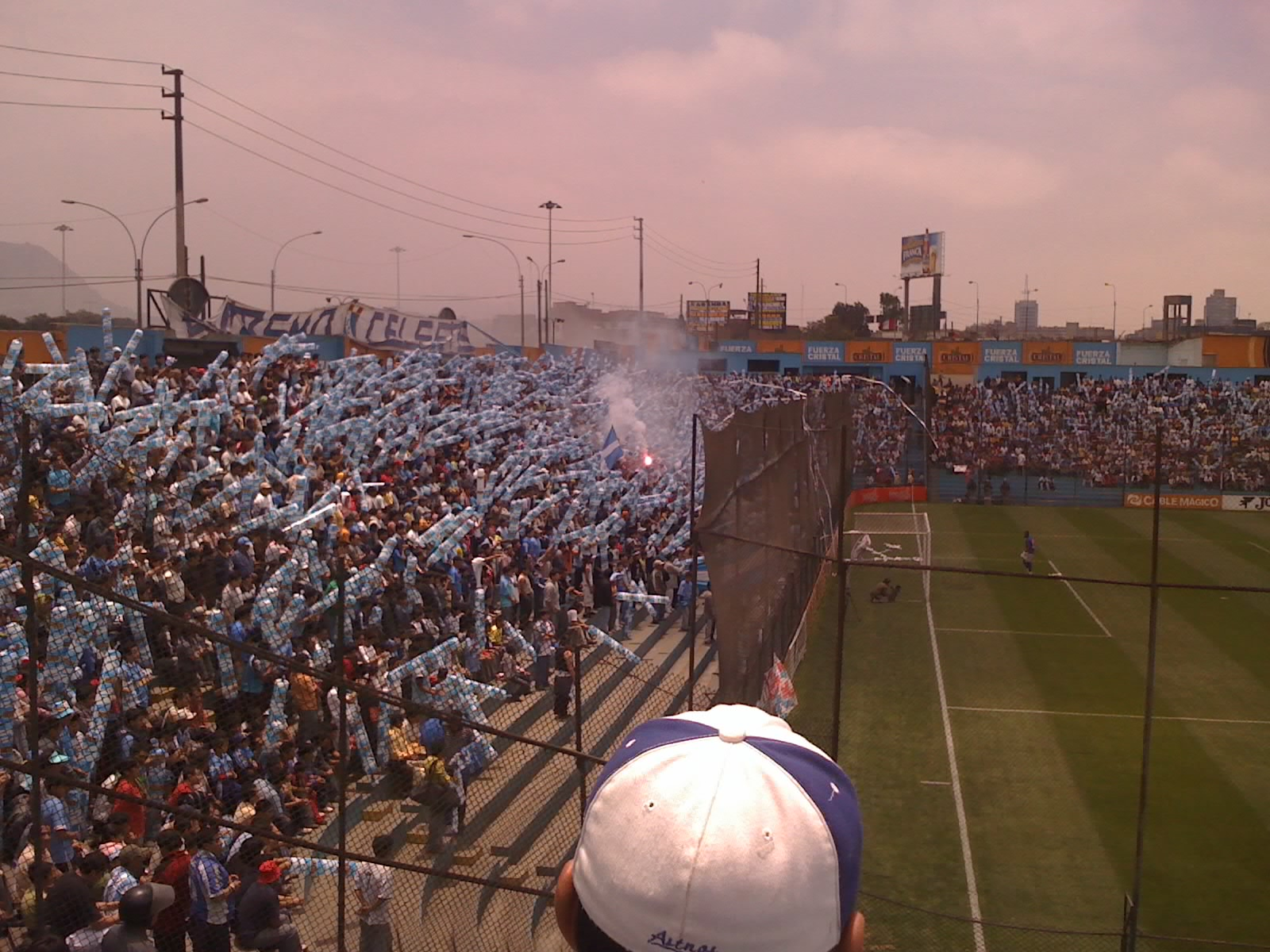
Barra brava Extremo Celeste na tribuna popular do Estádio San Martín de Porres.

A maioria dos seus jogos com mando de campo disputam-se no Estádio San Martín de Porres, situado no limite dos distritos de Rímac, San Martín de Porres e do Cercado de Lima, perto do rio Rimac. Tem capacidade total de 20.000 espectadores nas suas quatro tribunas, contudo, por motivos de segurança, não se utiliza a tribuna sul que dá para o rio, assim sendo a sua capacidade operativa é de 15.000 espectadores. 
Os jogos com grande demanda de público são disputados no Estádio Nacional José Diaz, conhecido também como Estádio Nacional do Peru, com capacidade para cerca de 50.000 pessoas.
O Clube tem a sua sede social no bairro de “la Florida” no coração do Rimac. Nele encontram-se situados os escritórios administrativos, os locais de treinos, os camarins, ginásios e a concentração da equipa principal que ali conta com as melhores condições para a prática de futebol profissional.

## Jogadores

### Ídolos
Nos primeiros anos do clube jogaram nele figuras como o argentino Antonio Sacco (avançado) e o peruano Rafael Azca (guarda-redes).
Desde a década de 1960 o clube conta com uma importante filão de jogadores que vem das suas camadas mais jovens. A primeira geração que obteve títulos na década de 60 aparece com jogadores de qualidade como Orlando "Chito" De La Torre, Eloy Campos, José "Velita" Aquije, Carlos Gonzales Pajuelo, José "Pepe" Del Castillo, Nicolas Nieri y Fernando "El Condor" Mellan, contando ainda com outros jogadores de grande talento provenientes de outras equipas como Ramón Mifflin y Alberto “Jet” Gallardo.
As gerações intermédias podem identificar-se com a presença de jogadores também importantes oriundos das camadas juvenis como Alfredo “El Flaco” Quezada, e algum tempo depois, Roberto Mosquera e Julio César Uribe, apelidado de “O Diamante” e considerado nos anos 80 como um dos três melhores médios da América do Sul conjuntamente com o argentino Diego Armando Maradona e o brasileiro Zico.
Durante a década de 90, uma importante geração conseguiu os maiores feitos do clube e contava com a presença de Roberto "El Chorrillano" Palacios, Flavio Maestri, Pablo Zegarra, Erick Torres, José Antonio Cevasco, Martín Hidalgo y Andrés Mendoza. Estes jogadores, oriundos das camadas juvenis aliados a outros nacionais como Jorge Soto e Nolberto Solano e os estrangeiros “Julinho”, Julio César Balerio e Pedro Garay formaram o que viria a ser considerada pelas estatísticas, pela imprensa especializada e pelos adeptos peruanos como a melhor formação do Sporting Cristal entre 1994 e 1997.
Na década de 2010, destacaram-se Carlos Lobatón, Jorge Cazulo, Horacio Calcaterra e Emanuel Herrera.

## Uniformes
O Sporting Tabaco tinha camisas azuladas. O Sporting Cristal manteve a cor das camisas com uma ligeira variação passando do azulado para o azul celeste. A empresa Adidas produz os uniformes do clube desde 2013.
O equipamento em casa é composto por uma camisa azul celeste, calções brancos e meias azul celeste. A cor da sua camisa fê-los ficaram conhecidos como “os celestes” ainda que também são conhecidos como os rimenses ou os “bajopontinos” (em referência ao distrito do Rimac chamado antigamente por “debaixo da ponte”), os cervejeiros ou a “Força Vencedora” como lhe chamam as suas claques.

## Presidentes
| #  | Período    | Nome                        |
| -- | ---------- | --------------------------- |
| 1  | 1956–1959  | Blas Loredo Bascones        |
| 2  | 1960–1963  | Alfonso Raul Villegas       |
| 3  | 1964       | Augusto Moral Santisteban   |
| 4  | 1965       | Cesar Freundt               |
| 5  | 1966–1971  | Augusto Galvez Velarde      |
| 6  | 1972–1979  | Josue Grande Fernandez      |
| 7  | 1980–1988  | Jaime Noriega Zegarra       |
| 8  | 1989–1993  | Federico Cuneo De La Pierda |
| 9  | 1994–1995  | Francisco Lombardi Oyarzub  |
| 10 | 1996–1999  | Alfonso Grados Carrara      |
| 11 | 2000–2001  | Francisco Lombardi Oyarzub  |
| 12 | 2002–2004  | Jaime Noriega Bentin        |
| 13 | 2005–2010  | Francisco Mujica Serelle    |
| 14 | 2011– 2013 | Felipe Cantuarias           |
| 15 | 2014–2018  | Federico Cuneo De La Pierda |
| 16 | 2019       | Carlos Benavides            |
| 17 | 2019       | Alfonso García-Miró         |
| 18 | 2019       | Cristian Emmerich           |
| 19 | 2019–hoje  | Joel Raffo Olcese           |

## Trajetória do clube
O clube viveu boas campanhas desde a sua criação. Seu primeiro campeonato foi conquistado em sua primeira temporada, mostrando desde sua fundação a competitividade que daria no futebol peruano. Os anos seguintes viriam a consolidar o nome do clube ao obter mais dezanove títulos nacionais, entre os quais se destacam o bicampeonato obtido em 1979-1980 e o tricampeonato entre 1994-1996.

### Primeira Divisão do Peru
| Ano  | Pts | J  | V  | E  | D  | GP  | GC | SG  |
| ---- | --- | -- | -- | -- | -- | --- | -- | --- |
| 1956 | 29  | 18 | 13 | 3  | 2  | 43  | 19 | 24  |
| 1957 | 23  | 22 | 9  | 5  | 8  | 32  | 30 | 2   |
| 1958 | 21  | 22 | 9  | 3  | 10 | 35  | 26 | 9   |
| 1959 | 20  | 22 | 7  | 6  | 9  | 37  | 39 | -2  |
| 1960 | 22  | 18 | 9  | 4  | 5  | 37  | 26 | 11  |
| 1961 | 28  | 19 | 13 | 2  | 4  | 36  | 21 | 15  |
| 1962 | 25  | 18 | 12 | 1  | 5  | 42  | 21 | 21  |
| 1963 | 25  | 18 | 11 | 3  | 4  | 34  | 19 | 15  |
| 1964 | 25  | 22 | 10 | 5  | 7  | 32  | 26 | 6   |
| 1965 | 25  | 22 | 10 | 5  | 7  | 41  | 31 | 10  |
| 1966 | 30  | 26 | 12 | 6  | 8  | 36  | 24 | 12  |
| 1967 | 36  | 26 | 13 | 10 | 3  | 43  | 20 | 23  |
| 1968 | 39  | 27 | 16 | 7  | 4  | 37  | 16 | 21  |
| 1969 | 36  | 33 | 14 | 8  | 11 | 47  | 38 | 9   |
| 1970 | 71  | 32 | 18 | 9  | 5  | 68  | 32 | 36  |
| 1971 | 38  | 30 | 13 | 12 | 5  | 50  | 36 | 14  |
| 1972 | 60  | 49 | 22 | 16 | 11 | 68  | 50 | 18  |
| 1973 | 50  | 39 | 20 | 10 | 9  | 55  | 33 | 22  |
| 1974 | 50  | 42 | 19 | 12 | 11 | 74  | 60 | 14  |
| 1975 | 35  | 34 | 12 | 11 | 11 | 35  | 35 | 0   |
| 1976 | 30  | 30 | 9  | 12 | 9  | 28  | 26 | 2   |
| 1977 | 67  | 56 | 26 | 15 | 15 | 103 | 64 | 39  |
| 1978 | 42  | 30 | 18 | 6  | 6  | 61  | 28 | 33  |
| 1979 | 57  | 44 | 19 | 19 | 6  | 72  | 34 | 38  |
| 1980 | 49  | 36 | 19 | 11 | 6  | 54  | 30 | 24  |
| 1981 | 34  | 40 | 11 | 12 | 17 | 51  | 64 | -13 |
| 1982 | 31  | 28 | 11 | 9  | 8  | 40  | 29 | 11  |
| 1983 | 51  | 37 | 19 | 13 | 5  | 72  | 35 | 37  |
| 1984 | 50  | 44 | 17 | 16 | 11 | 72  | 50 | 22  |
| 1985 | 48  | 52 | 17 | 14 | 21 | 63  | 68 | -5  |
| 1986 | 51  | 38 | 19 | 13 | 6  | 52  | 30 | 22  |
| 1987 | 76  | 57 | 29 | 16 | 12 | 101 | 52 | 49  |
| 1988 | 49  | 39 | 17 | 13 | 9  | 47  | 30 | 17  |
| 1989 | 44  | 35 | 16 | 12 | 7  | 50  | 24 | 26  |
| 1990 | 33  | 33 | 11 | 11 | 11 | 38  | 27 | 11  |
| 1991 | 61  | 45 | 24 | 13 | 8  | 82  | 44 | 38  |
| 1992 | 48  | 35 | 18 | 12 | 5  | 59  | 34 | 25  |
| 1993 | 55  | 44 | 22 | 11 | 11 | 105 | 51 | 54  |
| 1994 | 65  | 38 | 30 | 3  | 5  | 113 | 25 | 88  |
| 1995 | 96  | 44 | 29 | 9  | 6  | 98  | 36 | 62  |
| 1996 | 69  | 30 | 22 | 3  | 5  | 72  | 27 | 45  |
| 1997 | 62  | 31 | 18 | 8  | 5  | 64  | 30 | 34  |
| 1998 | 85  | 47 | 25 | 10 | 12 | 85  | 46 | 39  |
| 1999 | 79  | 44 | 22 | 13 | 9  | 96  | 54 | 42  |
| 2000 | 81  | 45 | 23 | 12 | 10 | 88  | 55 | 33  |
| 2001 | 93  | 47 | 28 | 9  | 10 | 97  | 49 | 48  |
| 2002 | 84  | 44 | 24 | 12 | 8  | 89  | 50 | 39  |
| 2003 | 76  | 38 | 22 | 10 | 6  | 80  | 40 | 40  |
| 2004 | 95  | 53 | 29 | 9  | 15 | 105 | 61 | 44  |
| 2005 | 91  | 49 | 25 | 16 | 8  | 72  | 41 | 31  |
| 2006 | 76  | 44 | 22 | 10 | 12 | 61  | 31 | 29  |
| 2007 | 52  | 44 | 12 | 16 | 16 | 46  | 58 | -12 |
| 2008 | 94  | 52 | 29 | 7  | 16 | 82  | 57 | 25  |
| 2009 | 57  | 44 | 16 | 9  | 19 | 71  | 55 | 16  |
| 2010 | 64  | 44 | 18 | 10 | 16 | 58  | 54 | 4   |
| 2011 | 38  | 30 | 10 | 8  | 12 | 30  | 34 | -4  |
| 2012 | 92  | 46 | 27 | 11 | 8  | 95  | 44 | 51  |
| 2013 | 75  | 44 | 22 | 9  | 13 | 76  | 45 | 31  |
| 2014 | 78  | 48 | 21 | 15 | 12 | 93  | 63 | 30  |
| 2015 | 80  | 46 | 23 | 11 | 12 | 85  | 61 | 24  |
| 2016 | 82  | 48 | 22 | 14 | 12 | 72  | 50 | 22  |
| 2017 | 64  | 44 | 17 | 12 | 15 | 76  | 60 | 16  |
| 2018 | 101 | 48 | 29 | 12 | 7  | 114 | 38 | 76  |
| 2019 | 66  | 36 | 18 | 10 | 8  | 58  | 35 | 23  |
| 2020 | 67  | 33 | 19 | 10 | 4  | 68  | 38 | 30  |
| 2021 | 62  | 29 | 19 | 5  | 5  | 59  | 30 | 29  |
| 2022 |     |    |    |    |    |     |    |     |